# María Quintanal
María Quintanal Zubizarreta (Bilbao, 17 de diciembre de 1969) es una deportista española que compite en tiro en las modalidades de foso y doble foso, campeona mundial del año 2003 y subcampeona olímpica en Atenas 2004.

## Trayectoria
Participó en dos Juegos Olímpicos de Verano, obteniendo una medalla de plata en Atenas 2004, en el foso, y ocupando el undécimo lugar en Atlanta 1996, en el doble foso.
Ganó cinco medallas en el Campeonato Mundial de Tiro entre los años 1989 y 2014, y seis medallas en el Campeonato Europeo de Tiro entre los años 2002 y 2019.
Tras su éxito en los Juegos de 2004, decidió separarse de la Real Federación Española de Tiro debido a problemas con su entrenador y con algunos directivos. En 2009 anunció su retorno a la competición internacional, pero representando a la República Dominicana, cuya nacionalidad le fue concedida en 2006. En 2014, antes del inicio del Campeonato Mundial celebrado en Granada, se incorpora nuevamente a la selección española.

## Palmarés internacional
| Representando a España |                        |                   |                  |
| Juegos Olímpicos       |                        |                   |                  |
| Año                    | Lugar                  | Medalla           | Prueba           |
| 2004                   | Atenas (Grecia)        | Medalla de plata  | Foso             |
| Campeonato Mundial     |                        |                   |                  |
| Año                    | Lugar                  | Medalla           | Prueba           |
| 1989                   | Montecatini (Italia)   | Medalla de plata  | Foso por equipos |
| 2002                   | Lahti (Finlandia)      | Medalla de plata  | Foso por equipos |
| 2003                   | Nicosia (Chipre)       | Medalla de oro    | Doble foso       |
| 2003                   | Nicosia (Chipre)       | Medalla de bronce | Foso por equipos |
| 2014                   | Granada (España)       | Medalla de bronce | Foso por equipos |
| Campeonato Europeo     |                        |                   |                  |
| Año                    | Lugar                  | Medalla           | Prueba           |
| 2002                   | Lonato (Italia)        | Medalla de oro    | Foso             |
| 2002                   | Lonato (Italia)        | Medalla de plata  | Foso por equipos |
| 2003                   | Brno (República Checa) | Medalla de oro    | Foso             |
| 2003                   | Brno (República Checa) | Medalla de oro    | Doble foso       |
| 2003                   | Brno (República Checa) | Medalla de plata  | Foso por equipos |
| 2019                   | Lonato (Italia)        | Medalla de plata  | Foso por equipos |